# Five Bridges
Five Bridges è un album parzialmente dal vivo del gruppo musicale britannico The Nice, registrato nel 1969 e pubblicato nel giugno 1970.
Fu il primo di tre dischi dei Nice che la Charisma Records pubblicò dopo lo scioglimento del gruppo, avvenuto a fine marzo 1970.

## Storia
L'album contiene brani registrati dal vivo in due diversi concerti; l'ultimo brano è registrato in studio. Le registrazioni avvennero presso:
- Fairfield Halls, Croydon (Londra), 17 ottobre 1969;
- Fillmore East, New York, 20 dicembre 1969;
- Trident Studios, Londra, giugno-luglio 1969.

Nel 1990 la Virgin Records, allora proprietaria del catalogo Charisma, pubblicò per prima l'album su CD con l'aggiunta di sei tracce extra: cinque tratte dalla raccolta Autumn '67 - Spring '68, più una nuova versione di Diary of an Empty Day. Ad eccezione di quest'ultima, su queste tracce suona anche il chitarrista Davy O'List.
Sulla seconda edizione in CD (2009), sempre a cura della Virgin, all'album originale fu aggiunto il finale del concerto di Croydon, nel quale un accenno da parte dell'orchestra del brano Troika dalla suite Lieutenant Kijé di Prokof'ev sfocia in Rondo, la versione del gruppo del brano jazz Blue Rondo à la Turk di Dave Brubeck, a sua volta mescolato con la canzone She Belongs to Me di Bob Dylan; nel medley trova posto, non accreditata, anche una citazione del celebre tema di Elmer Bernstein dal film western del 1960 I magnifici sette. Due ulteriori brani in quest'edizione sono: una versione inedita in studio di Country Pie e una accorciata di The Five Bridges Suite (2º, 3º e 4º movimento), registrata in presa diretta senza orchestra per il programma radiofonico Sound of the Seventies della BBC.

## Brani

### The Five Bridges Suite
(Lee Jackson, The Five Bridges Suite)
La suite per gruppo e orchestra che dà il titolo al disco e ne occupa tutto il lato A fu commissionata a Keith Emerson, tastierista e leader di The Nice, dal direttore del Newcastle Arts Festival. La scadenza per consegnare il lavoro era assai ravvicinata e la fitta agenda di concerti lasciò al gruppo pochissimo tempo per le prove il che, a giudizio di Emerson, andò a discapito del prodotto finale così come immortalato sull'album. L'autore ha anche raccontato che, pur di sfruttare ogni momento libero, annotò alcuni temi musicali a bordo di un aereo, su di un sacchetto per il mal d'aria. Lavorando giorno e notte con l'ausilio del manuale di composizione The Walter Piston's Guide to Orchestration, il tastierista stese il primo abbozzo dell'opera, che poi rifinì con l'aiuto di Joseph Eger, all'epoca direttore stabile della New York Symphony Orchestra.
The Nice eseguirono The Five Bridges Suite in prima assoluta, senza orchestra, presso la City Hall di Newcastle upon Tyne il 10 ottobre 1969. La versione in forma completa contenuta nell'album fu invece registrata una settimana dopo presso le Fairfeld Halls di Croydon, con l'orchestra "Sinfonia of London" diretta dallo stesso Eger e con un sestetto di fiatisti jazz, tra cui il trombettista canadese Kenny Wheeler. L'intero concerto comprendeva anche altri tre brani arrangiati per lo stesso organico, due dei quali figurano sul lato B del disco.
L'opera, come da commissione, si ispira a Newcastle e in particolare ai cinque ponti sul fiume Tyne presenti allora in città, a ciascuno dei quali corrisponde un movimento. I titoli dei movimenti, tranne uno, non indicano i suddetti ponti col loro nome ma soltanto con un numero ordinale; tre delle cinque sezioni includono testi scritti da Lee Jackson, il bassista cantante del gruppo, nativo proprio del capoluogo del Nord Est. Musicalmente, la suite fonde musica classica, jazz e rock, secondo lo stile eclettico già tipico della band e alterna passaggi orchestrali o per pianoforte solo ad altri eseguiti dal trio con o senza l'orchestra stessa. Con una nota in copertina Emerson dichiara di aver inteso in tal modo conciliare la musica classica – espressione della tradizione – e il pop, incarnato dal gruppo e simbolo della ribellione all'establishment propria delle nuove generazioni. Nella stessa nota, il tastierista spiega in dettaglio anche l'intento musicale e concettuale di ciascuna sezione:
Fantasia, 1st Bridge è un brano per pianoforte e orchestra in cui l'autore volle creare un "ponte" ideale fra musica barocca e contemporanea, riprendendo stilemi di entrambe e fondendoli insieme nella partitura; i passaggi per pianoforte utilizzano a loro volta armonie tipiche del jazz.
2nd Bridge introduce l'elemento rock e consiste infatti in un tema in tale stile, eseguito dal solo gruppo, sul quale Jackson fa il suo primo intervento vocale.
Chorale, 3rd Bridge porta avanti la fusione formale, alternando un cantato accompagnato dagli archi a brevi interludi strumentali nei quali il trio improvvisa in stile jazz sugli accordi del tema.

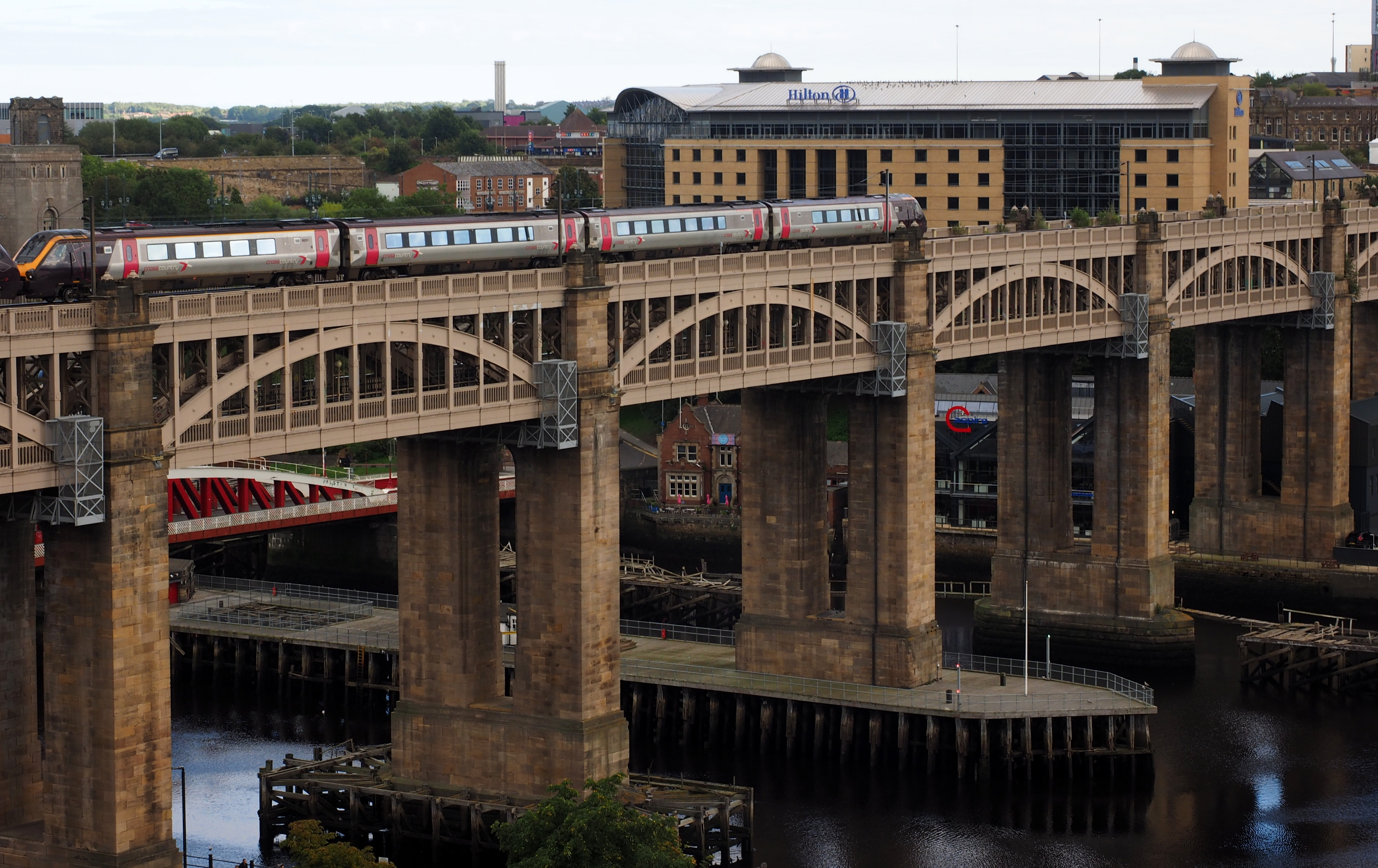
High Level Bridge, Newcastle.

High Level Fugue, 4th Bridge prende il titolo dall'High Level Bridge di Newcastle ed è una breve fuga a due voci per pianoforte; Emerson afferma di averla scritta ispirandosi a Prelude and Fugue (1965) di Friedrich Gulda, brano del quale ricalca l'abbinamento fra jazz e contrappunto; l'autore tiene inoltre a precisare che gli elementi contemporanei da lui inseriti nella partitura traggono ispirazione anche dalle tecniche boogie-woogie di pianisti come Meade 'Lux' Lewis e Jimmy Yancey; più avanti aggiunge che nel comporre la fuga egli volle rappresentare in musica la struttura su due livelli (strada e ferrovia) del ponte eponimo, affidando a ciascuna mano la voce corrispondente. L'accompagnamento di batteria infine, secondo il tastierista, imiterebbe lo sciabordio delle acque del fiume, inquinate dalle macchine costruite dall'uomo.
Finale, 5th Bridge riprende integralmente il tema cantato di 2nd Bridge, stavolta con l'aggiunta della sezione fiati la quale ha anche il compito di preludere – con un breve stacco armonizzato – all'accordo sinfonico conclusivo.
Sul disco in vinile la suite fu suddivisa in sole quattro tracce con la prima che, secondo l'etichetta, ne racchiudeva i primi due movimenti; in realtà i solchi di separazione fra le tracce, in generale, non seguivano l'esatta ripartizione dell'opera, che Emerson nelle sue note descrisse invece in modo inequivocabile. L'incongruenza in questione si tramandò anche alle edizioni in CD.

### Le altre tracce
La seconda parte dell'album si apre con due lunghi brani strumentali tratti sempre dal concerto di Croydon, a loro volta riletture di brani di Sibelius (Intermezzo dalla Karelia Suite) e di Čajkovskij (3º movimento della sinfonia nº6 "Patetica"); entrambi comprendono quindi anche l'orchestra. Dell'Intermezzo esisteva già una versione in studio inclusa nell'album Ars Longa Vita Brevis del 1968.
Una terza traccia registrata dal vivo al Fillmore East di New York il 20 dicembre 1969  – senza musicisti aggiuntivi – consiste in una cover di Country Pie di Bob Dylan unita in un mash-up al tema dell'Allegro (1º movimento) dal Concerto Brandeburghese nº6 BWV 1051 di J. S. Bach.
Chiude l'album un brano inedito, registrato in studio a Londra durante le sessioni dell'album Nice (giugno-luglio 1969): One of Those People.

## Copertina
La copertina del LP originale, in formato apribile, fu curata dallo studio Hipgnosis.
L'esterno consiste nella composizione ripetuta di una fotografia del Tyne Bridge di Newcastle, orientata in quattro modi diversi in una sorta di doppio gioco speculare. All'interno, ritratti in bianco e nero dei tre componenti il gruppo e una foto del concerto di Croydon accompagnano i crediti del disco e la già citata nota di Keith Emerson sulla suite che dà il titolo al disco.

## Accoglienza
Five Bridges raggiunse la seconda posizione nella Official Albums Chart britannica il 4 luglio 1970 e rimase per ventuno settimane fra le prime 100, con ciò segnando il miglior risultato di vendite a ridosso della pubblicazione fra tutti gli album di The Nice.

## Tracce

### LP
Lato A
1. The Five Bridges Suite – 18:06 (testo: Lee Jackson – musica: Keith Emerson)

Lato B
1. Intermezzo 'Karelia Suite' (strumentale) – 9:01 (musica: Jean Sibelius, arr. Joseph Eger, Emerson)
2. 'Pathetique' Symphony No. 6 3rd Movement (strumentale) – 9:23 (musica: Pëtr Il'ič Čajkovskij, arr. Eger, Emerson)
3. Country Pie / Brandenburg Concerto No. 6 – 5:40 (Johann Sebastian Bach, Bob Dylan, arr. The Nice)
4. One of Those People – 3:08 (Emerson, Jackson)

### CD
Edizione del 1990
1. Fantasia, 1st Bridge / 2nd Bridge – 2:42
2. Chorale, 3rd Bridge – 3:27
3. High Level Fugue, 4th Bridge – 4:01
4. Finale, 5th Bridge – 7:59
5. Intermezzo 'Karelia Suite' – 9:01
6. 'Pathetique' Symphony No. 6 3rd Movement – 9:23
7. Country Pie / Brandenburg Concerto No. 6 – 5:40
8. One of Those People – 3:08

Tracce extra:
1. The Thoughts of Emerlist Davjack – 4:12 (Emerson, Davy O'List)
2. Flower King of Flies – 3:36 (Emerson, Jackson)
3. Bonnie K – 3:19 (Emerson, O'List)
4. Diary of an Empty Day – 3:58 (Édouard Lalo, Emerson, Jackson)
5. America (strumentale) – 6:06 (musica: Leonard Bernstein, arr. The Nice)

Edizione del 2009
1. Fantasia, 1st Bridge / 2nd Bridge – 2:42
2. Chorale, 3rd Bridge – 3:27
3. High Level Fugue, 4th Bridge – 4:01
4. Finale, 5th Bridge – 7:59
5. Intermezzo 'Karelia Suite' – 9:01
6. 'Pathetique' Symphony No. 6 3rd Movement – 9:23
7. Country Pie / Brandenburg Concerto No. 6 – 5:40
8. One of Those People – 3:08

Tracce extra:
1. Farfield Hall Finale – 9:06
2. Country Pie (studio version with overdubs) – 5:41
3. Excerpts from 'The Five Bridges Suite' (BBC – Sound of the Seventies) – 7:51

## Formazione
Gruppo
- Brian Davison – batteria, percussioni
- Keith Emerson – pianoforte, organo Hammond
- Lee Jackson – voce, basso elettrico
- Davy O'List (solo CD del 1990; tracce 9-11 e 13) – chitarra elettrica, voce

Musicisti aggiuntivi (solo Fairfield Halls, Croydon – 17 ottobre 1969)
- Kenny Wheeler – tromba, flicorno
- Joe Harriott – sax tenore
- Peter King – sax tenore
- Alan Skidmore – sax tenore
- John Warren – sax baritono
- Chris Pyne – trombone
- Orchestra "Sinfonia of London", diretta da Joseph Eger